# Кибицрайе
Кибицрайе (нем. Kiebitzreihe) — община в Германии, в земле Шлезвиг-Гольштейн. 
Входит в состав района Штайнбург. Подчиняется управлению Хорст.  Население составляет 2189 человек (на 31 декабря 2010 года). Занимает площадь 8,7 км².